# Ferdinand de la Cerda (1275-1322)
Ferdinand de la Cerda (1275 – 1 juni 1322) was prins van Castilië en speelde een belangrijke rol in de geschiedenis van Spanje in de 12e en 13e eeuw. 

## Levensloop
Ferdinand was een zoon van zijn gelijknamige vader, Ferdinand de la Cerda (1255-1275), en Blanche van Frankrijk. Vader Ferdinand was de oudste zoon en de rechtmatige troonopvolger van de Spaanse koning Alfons X van Castilië(1221-1284). 
Omdat vader Ferdinand al stierf vóórdat koning Alfons X overleed, ontstond er een probleem rondom de troonopvolging van Alfons X. 
Alfons X werd na zijn dood in 1284 opgevolgd door zijn tweede zoon, Sancho IV van Castilië. Dit was onrechtmatig, omdat Alfons X opgevolgd had moeten worden door zijn kleinzoon Alfons de la Cerda (1270-1324), de vijf jaar oudere broer van Ferdinand. 

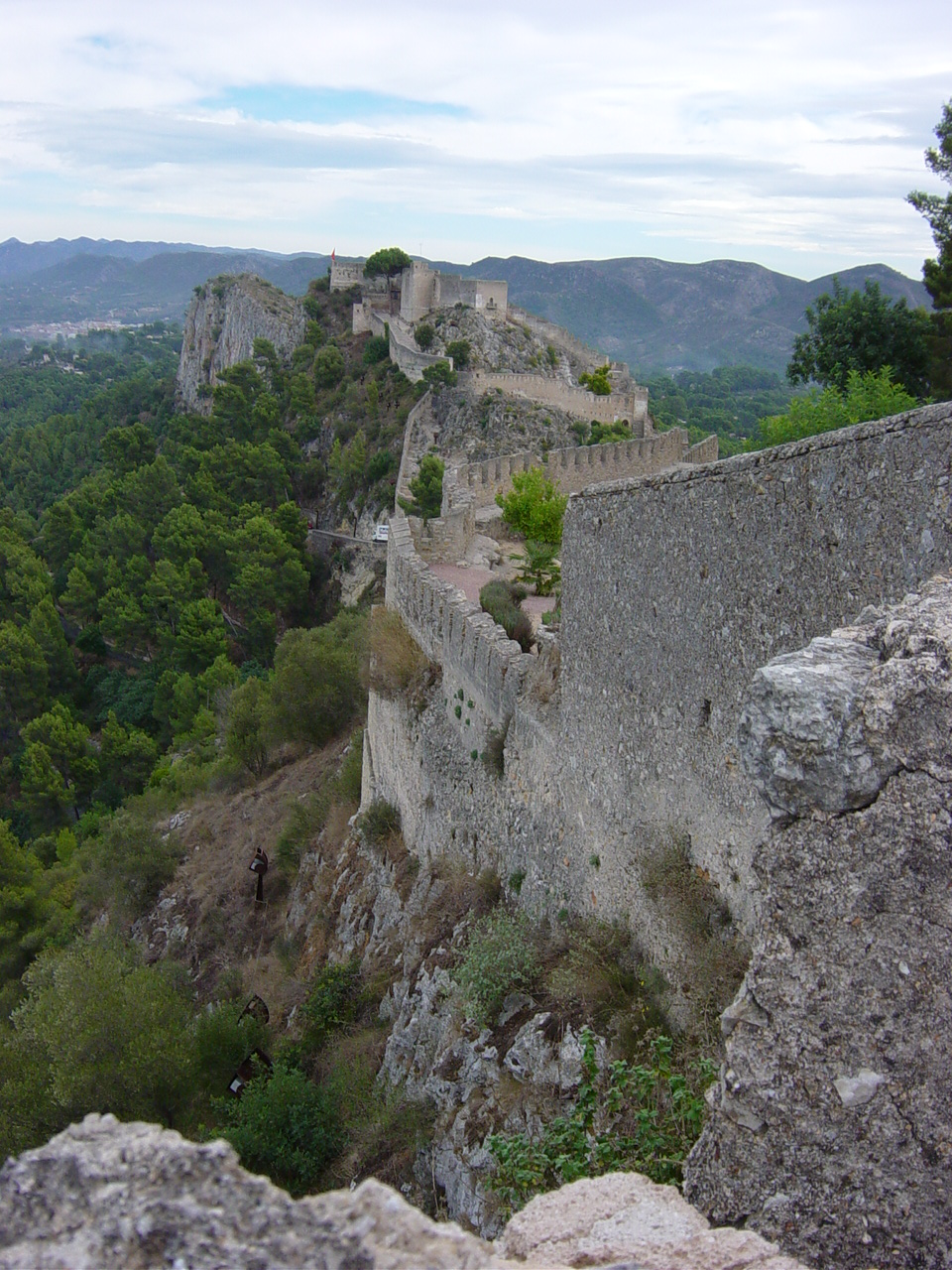
Het kasteel van Játiva, waar Ferdinand en zijn broer lange tijd gevangen werden gehouden

Sancho IV van Castilië verzamelde echter een groep edelen die op zijn hand waren en zette zijn tegenstanders gevangen of bracht hen om het leven. De broers Alfons en Ferdinand vertrokken in 1275 naar Aragón. Daar vonden zij onderdak bij de koning, Peter III, die hen later echter opsloot. 
Filips III van Frankrijk beloofde zijn zuster Blanche dat hij haar zonen zou bevrijden. Hij viel in 1284/85 Aragón binnen, in de hoop het koninkrijk te veroveren, maar zijn leger moest de aftocht blazen. De jongens werden gevangen gehouden in het kasteel van Játiva, totdat koning Alfons III van Aragón hen ten slotte in 1288 vrijliet. Alfons III kroonde vervolgens Alfons de la Cerda in Jaca, waarna hij hem uitroep tot de wettige koning van Castilië en León. Alfons kreeg echter onvoldoende steun om zijn aanspraken op de troon waar te maken.
Op 8 augustus 1304 werd als onderdeel van het Verdrag van Torrellas besloten dat zowel Alfons de la Cerda als Ferdinand af moesten zien van al hun aanspraken op de troon van Castilië. In ruil daarvoor verkreeg Alfons de titel Heer van Alba, Béjar en Gibraleón. Uiteindelijk vertrok hij naar Frankrijk.
In 1308 trouwde Ferdinand met Juana Núñez de Lara, bijgenaamd la Palomilla, in het Nederlands het Duifje, Dame van Lara en Herrera. Dit huwelijk bevestigde de onderlinge banden tussen beide families. Zo had bijvoorbeeld Juan Núñez gevochten aan de zijde van Alfons de la Cerda in de strijd tegen Ferdinand IV van Castilië (1296-1299). 
Ferdinand de la Cerda stierf in 1322, zijn vrouw pas in juni 1351. 

## Nageslacht
Uit dit huwelijk werden geboren: 
- Juan Núñez de la Cerda (1313 - 1350), later getrouwd met María Díaz II de Haro;
- Blanca Núñez de la Cerda 1311 - 1347), later getrouwd in 1328 met Juan Manuel van Peñafiel.
- Margarita de la Cerda (1312 - 1373) op latere leeftijd non
- María de la Cerda (1315 - 1379), later getrouwd met Charles de Valois